# 형세
형세는 바둑에서, 국면에 드러나는 유·불리의 차이, 좋고 나쁜 정도, 우세와 열세의 형편 등을 뜻한다.